# Время любить и время умирать
«Время любить и время умирать» — американский фильм, снятый в 1958 году режиссёром Дугласом Сирком по книге Эриха Марии Ремарка «Время жить и время умирать». Ремарк сыграл в фильме роль профессора Польмана. Музыку написал Миклош Рожа.

## Сюжет
Действие разворачивается на руинах Германии в последние дни Второй мировой войны. Рядовой Эрнст возвращается домой в отпуск с Восточного фронта и обнаруживает, что его родной город разрушен бомбардировками союзников. Эрнст ищет своих родителей и случайно встречает свою подругу детства Элизабет, дочь местного доктора. Несмотря на окружающий их ужас войны и дыхание смерти, они видят надежду на светлое будущее в своей любви к друг другу.

## В ролях
- Джон Гэвин — Эрнст Гребер[1]
- Лизелотта Пульвер — Элизабет Крузе Гребер[1]
- Джок Махоуни — Иммерман
- Дон Дефор — Герман Бётхер
- Кинан Уинн — Ройтер
- Эрих Мария Ремарк — профессор Польман
- Дитер Борше — капитан Раэ
- Барбара Рюттинг — партизанка
- Тейер Дэвид — Оскар Биндинг
- Шарль Ренье — Йозеф
- Доротея Вик — фрау Лизер
- Курт Майзель — Хайни
- Агнес Виндек — фрау Витте
- Клаус Кински — унтерштурмфюрер гестапо